# Nova Hreblea, Kozeleț
Nova Hreblea (în ucraineană Нова Гребля) este un sat în comuna Stavîske din raionul Kozeleț, regiunea Cernihiv, Ucraina.

## Demografie
Componența lingvistică a localității Nova Hreblea
     Ucraineană (100%)
Conform recensământului din 2001, toată populația localității Nova Hreblea era vorbitoare de ucraineană (100%).